# Fjokla Bezzubova
Fjokla Ignatievna Bezzubova, ruska pisateljica in zbiralka ljudskih pesmi, * 27. september 1880, Saranski Ujezd, † 12. maj 1966, Saransk.
Bezzubova je bila v času Sovjetske zveze folklorna zapisovalka in zbirateljica ljudskih pesmi. Od leta 1938 je bila članica Združenja sovjetskih pisateljev.
Leta 1939 je prejela Red rdeče delavske zastave, leta 1950 Red simbola časti, leta 1947 pa medaljo "Za vestno delo med Veliko domovinsko vojno 1941–1945".
Leta 1947 je bila tudi namestnica Vrhovnega sovjeta Mordovijske avtonomne SSR. 

## Dela
- "Folk Morot" ( "Ljudske pesmi" ) 1939
- Skazt dy Morot” ( “Pripovedke in pesmi” ) 1958